# ベルビュースクウェア

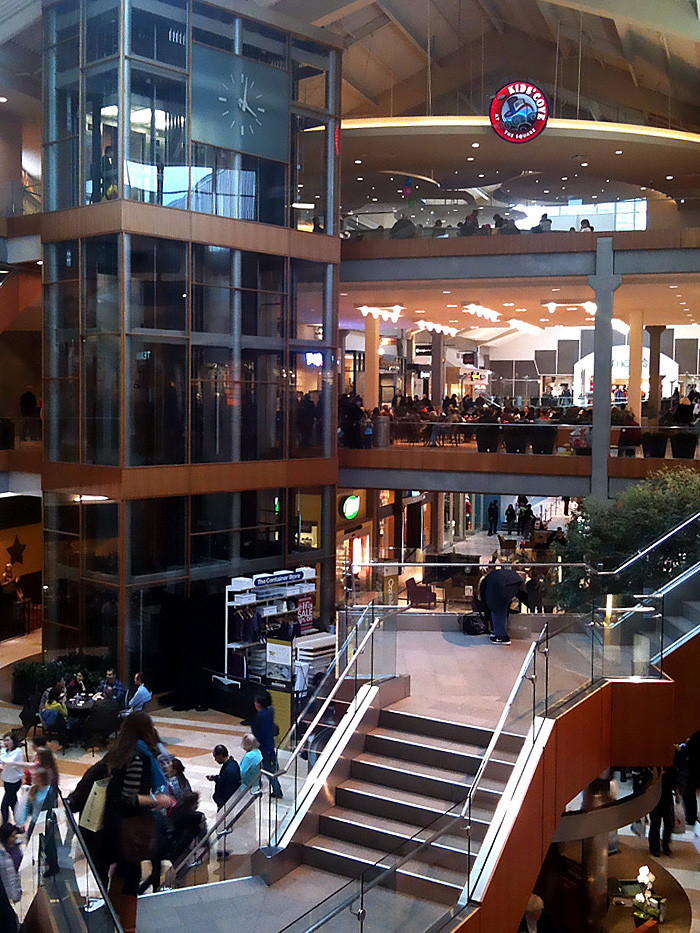
ベルビュースクウェア内観

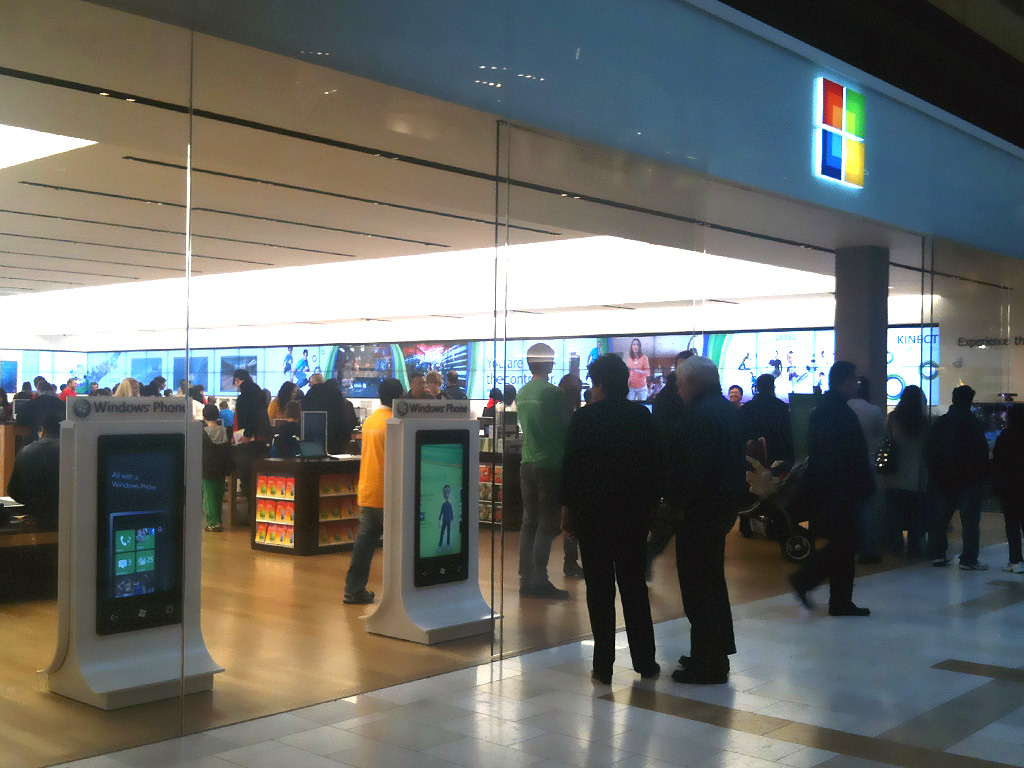
Mcrosoftストア

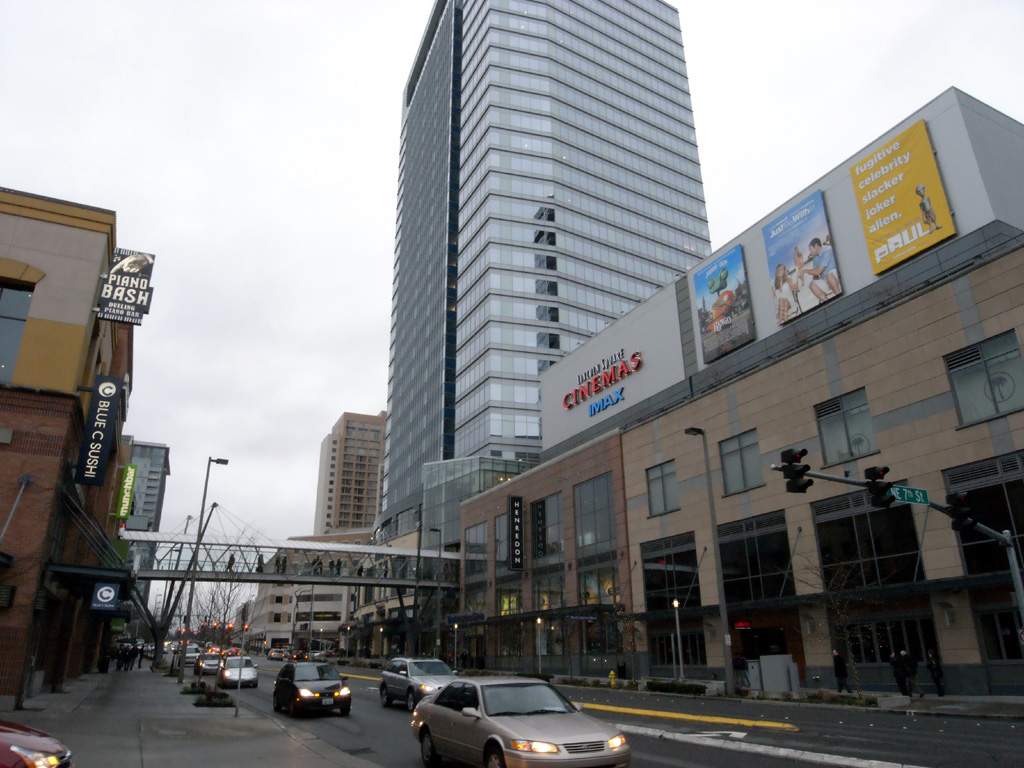
隣接するベルビュースクウェアとリンカーンスクウェア

ベルビュースクウェアはアメリカ合衆国のワシントン州、ベルビューにあるショッピングモール。リンカーンスクウェア、ベルビュープレイスと合わせて施設全体をベルビューコレクションと呼ぶこともある。

## 概要
ノードストローム、メイシーズ、J.C.ペニーの3つの百貨店を核テナントとし、ティファニーやHUGO BOSS、Armani Exchange等のハイブランドや、Lego、Victoria Nox、Microsoftストア、テスラモーターズショールーム等の特殊な店舗を含めた約180の店舗で構成されている。また、コンシェルジュサービスやバレットパーキング、こども用のプレイエリア等のサービスが提供されている。通常のパーキングスペースは無料で提供されている。
年間来客数は約2200万人、1スクエアフット(0.093平方メートル)あたりの売上高は年間で$853であり、これは全米平均の約2倍である。

## 歴史
ベルビュースクウェアは1946年にベルビューショッピングスクウェアという名前で 、シアトルを拠点としたFrederick & Nelsonの子会社であるMarshall Field & Co.による開発で初めて郊外住宅地に開業したショッピングモールである。
数年後モールの名前は現在の名前であるベルビュースクウェアへと縮められ、1955年にはJ.C.ペニーが出店し、1958年には当時はまだ地方の靴屋であったノードストロームがノードストロームベストという名前で出店した。
1980年代に入ると元々の開発者の息子であるKemper Freemanの主導によりモールは更に拡張を続け、1984年にはシアトル資本の百貨店であった
The Bon Marchéが開業した。
1992年にはFrederick & Nelsonが倒産したことと、サックス・フィフス・アベニューの誘致に失敗したことで核テナント用に確保していたスペースはモール内の店舗としてテナントに貸し出されることとなった。
1994年にThe Bon MarchéはThe Bon Marchéホームストアを別のスペースに開業し、ノードストロームは店舗スペースを拡張した。
2003年にはThe Bon Marchéがメイシーズ傘下となったことを受けその名称をBon-Macy'sへと変更し、2005年にはMacy'sへと変更された。
2007年には、これもまたKemper Freemanが管理する施設である
リンカーンスクウェアとスカイブリッジと呼ばれる橋で接続され、ショッピングモールとしての回遊性を増した。
2013年にKemper Freemanは12億ドルを投資してベルビューコレクションをさらに拡張することを発表した。この拡張により186,000平方メートルの延べ床面積が追加され、約35,000平方メートルを商店や飲食店等の商業施設として、約65,000平方メートルがオフィススペースとして、残りが250室以上を備えるホテルや約500室を備える居住用施設として利用される予定である。また地下6階建ての駐車場が2つ建設され新たに計3700台分の駐車スペースが提供される予定である。
ベルビュースウェアは現在でもKemper Freemanとその家族が所有しており、全米でも数少ない不動産投資法人に一度も所有されたことのないショッピングモールである。

## 核テナント
- J.C.ペニー (18,674平方メートル)
- メイシーズ (25,110平方メートル)
- メイシーズホーム (4,743平方メートル)
- ノードストローム (16,740平方メートル)

## 主要なテナント
- アバクロンビー&フィッチ
- アメリカン・イーグル・アウトフィッターズ
- Apple Store
- Armani Exchange
- BOSE
- Coach
- ディズニーストア
- Forever 21
- Gap
- HUGO BOSS
- J.クルー
- Lego
- Michael Kors
- Microsoftストア
- ティファニー
- テスラモーターズ
- Victoria Nox